# Губка Боб Квадратные Штаны (2 сезон)
Второй сезон «Губка Боб Квадратные Штаны» транслировался с 20 октября 2000 по 6 сентября 2002 года. Он состоит из 20 эпизодов. В России сезон транслировался с 21 апреля 2001 по 25 августа 2002 года.

## Производство
31 августа 1999 году, в ходе производства первого сезона, мультсериал был продлён на второй сезон. Дерек Иверсен, сценарист и бывший ассистент продюсера, отметил: «Мы надеялись, что будет один сезон. Мы надеялись, что будет два сезона. Я подумал, что ты делаешь всё, что в твоих силах, и надеешься». Шоураннером и исполнительным продюсером сезона был Стивен Хилленберг.
Со второго сезона мультсериал перешёл на цифровую рисованную анимацию. Пол Тиббит в 2009 году отметил: «Первый сезон „Губки Боба“ был сделан старомодным способом, и каждая часть на плёнке должна была быть частично окрашена, оставлена сушиться, окрашена в какие-то другие цвета. Сейчас это всё ещё трудоёмкий аспект процесса, но в цифровом способе не так много времени, чтобы что-то исправить». Раскадровка делалась на студии «Nickelodeon Animation Studio» (Бербанк, штат Калифорния), а анимация — за границей, в студии «Rough Draft Studios» в Южной Корее. Раскадровку второго сезона делали: Пол Тиббит, Уолт Дорн, Аарон Спрингер, К. Х. Гринблатт, Уильям Рейсс, Джей Лендер, Чак Клейн, Эрик Визе, Дэн Повенмайр, Крис Хедрик, Джим Шуманн, Октавио Родригес, Калеб Мойрер и Карсон Куглер.
Главным сценаристом второго сезона была Мерриуизер Уильямс; в частности мистер Лоуренс, Марк О’Хэр, Дэвид Файн, Пол Тиббит и Уолт Дорн. Сценаристы часто использовали свой личный опыт в качестве вдохновения для сюжетных линий серий мультсериала. Например, серия «Матросское словцо», где Губка Боб и Патрик учатся ненормативной лексике, была вдохновлена опытом Дерека Драймона в детстве, когда он попал в неприятности из-за того, что произнёс слово на букву «F» в присутствии матери, и серия «Коробка с секретом» где у Драймона был похожая коробка с секретом.

## Серии
| № общий | № в сезоне | Название                                                           | Художник                           | Автор сценария                                       | Дата премьеры в США Nickelodeon | Дата премьеры в России Nickelodeon Россия | Произв. код |
| --- | ---------- | ------------------------------------------------------------------ | ---------------------------------- | ---------------------------------------------------- | ------------------------------- | ----------------------------------------- | ----------- |
| 21a | 1a         | «У тебя шнурки не завязаны» «Your Shoe’s Untied»                   | Том Ясуми                          | Уолт Дорн, Пол Тиббит, Мерриуизер Уильямс            | 2 ноября 2000                   | 21 апреля 2001                            | 5571-142    |
| Патрик приобретает ботинки и просит помощи Губки Боба. Губка Боб осознаёт, что забыл, как завязывать шнурки. Теперь это не даёт ему покоя и мешает спокойно выполнять свои ежедневные обязанности. |            |                                                                    |                                    |                                                      |                                 |                                           |             |
| 21b | 1b         | «Выходной Сквида» «Squid’s Day Off»                                | Эндрю Овертум                      | Уолт Дорн, Пол Тиббит, Мерриуизер Уильямс            | 2 ноября 2000                   | 21 апреля 2001                            | 5571-145    |
| Пока мистер Крабс лежит в больнице, назначенный главным Сквидвард берёт выходной, притворяясь сильно занятым, а на кассу ставит Губку Боба. Но, оставляя Губку Боба одного, Сквидвард всё больше беспокоится, что он что-то натворит, и постоянно бегает от своего дома до «Красти Краба» туда-сюда.                                |            |                                                                    |                                    |                                                      |                                 |                                           |             |
| 22a | 2a         | «Чем-то пахнет» «Something Smells»                                 | Эдгар Ларразабал                   | Аарон Спрингер, К. Х. Гринблатт и Мерриуизер Уильямс | 20 октября 2000                 | 22 апреля 2001                            | 5571-143    |
| Губка Боб съел мороженое из кетчупа, лука и арахиса, и теперь у него ужасный запах изо рта. Губка Боб не понимает, почему от него все убегают, и Патрик говорит, что причина в уродстве Губки Боба. |            |                                                                    |                                    |                                                      |                                 |                                           |             |
| 22b | 2b         | «Малышка босс» «Bossy Boots»                                       | Том Ясуми                          | Уолт Дорн, Пол Тиббит и Даг Лоуренс                  | 20 октября 2000                 | 22 апреля 2001                            | 5571-146    |
| Перл приходит в «Красти Краб» работать на лето, так как у неё много новых идей, чтобы из старого, «заброшенного» ресторана устроить рай для подростков. Она меняет название на «Славный Краб», убирает из меню крабсбургеры и заставляет работников носить нелепую форму.                                                           |            |                                                                    |                                    |                                                      |                                 |                                           |             |
| 23a | 3a         | «Большой розовый неудачник» «Big Pink Loser»                       | Шон Демпси                         | Джей Лендер, Уильям Рейсс и Мерриуизер Уильямс       | 16 ноября 2000                  | 28 апреля 2001                            | 5571-144    |
| Патрик получает по почте награду, но оказывается, что почтальон ошибся, и это очередная награда Губки Боба. Патрик начинает подражать Губке Бобу, чтобы получить награду. |            |                                                                    |                                    |                                                      |                                 |                                           |             |
| 23b | 3b         | «Баббл Бадди» «Bubble Buddy»                                       | Шон Демпси                         | Джей Лендер, Уильям Рейсс и Даг Лоуренс              | 16 ноября 2000                  | 28 апреля 2001                            | 5571-148    |
| В день Лиф Эриксона Губке Бобу не с кем поиграть, он создаёт пузырь и называет его Баббл Бадди. |            |                                                                    |                                    |                                                      |                                 |                                           |             |
| 24a | 4a         | «Смертельный пирог» «Dying for Pie»                                | Эдгар Ларразабал                   | Аарон Спрингер, К. Х. Гринблатт и Мерриуизер Уильямс | 28 декабря 2000                 | 29 апреля 2001                            | 5571-147    |
| Сквидвард покупает пирог, чтобы подарить его Губке Бобу, но он оказывается бомбой. Крабс и Сквидвард обнаруживают Боба, который только что съел этот пирог-бомбу, и думают, что он погибнет от этого пирога на закате. Чтобы облегчить свою вину перед Губкой Бобом, Сквидвард решает сделать последние часы его жизни счастливыми. |            |                                                                    |                                    |                                                      |                                 |                                           |             |
| 24b | 4b         | «Крабс-подделка» «Imitation Krabs»                                 | Том Ясуми                          | Уолт Дорн, Пол Тиббит и Даг Лоуренс                  | 28 декабря 2000                 | 29 апреля 2001                            | 5571-150    |
| В очередной попытке украсть формулу крабсбургеров, Планктон построил робота, внешне похожего на мистера Крабса, чтобы обмануть Губку Боба. |            |                                                                    |                                    |                                                      |                                 |                                           |             |
| 25a | 5a         | «Ворми» «Wormy»                                                    | Эндрю Овертум                      | Уолт Дорн, Пол Тиббит и Мерриуизер Уильямс           | 17 февраля 2001                 | 6 июля 2002                               | 5571-149    |
| Сэнди Чикс уезжает, и поэтому она попросила Губку Боба и Патрика присмотреть за её домашними питомцами, среди которых им больше всего понравилась гусеница по имени Ворми. Ночью Ворми превращается в бабочку, и Губка Боб с Патриком не узнают его. Они думают, что это «чудовище» съело Ворми.                                    |            |                                                                    |                                    |                                                      |                                 |                                           |             |
| 25b | 5b         | «Красивые котлетки» «Patty Hype»                                   | Шон Демпси                         | Джей Лендер, Уильям Рейсс и Даг Лоуренс              | 17 февраля 2001                 | 6 июля 2002                               | 5571-152    |
| Чтобы привлечь клиентов в «Красти Краб», Губка Боб предлагает продавать «Красивые котлетки», но Сквидвард и мистер Крабс смеются над его идеей. Обидевшись, Губка Боб решает открыть свой собственный ресторан, который становится настолько успешным, что горожане выстраиваются в гигантские очереди.                             |            |                                                                    |                                    |                                                      |                                 |                                           |             |
| 26a | 6a         | «Бабулины поцелуи» «Grandma’s Kisses»                              | Эндрю Овертум                      | Уолт Дорн, Пол Тиббит и Мерриуизер Уильямс           | 6 марта 2001                    | 7 июля 2002                               | 5571-154    |
| Губка Боб любит ходить к своей бабушке, но смущается после насмешек Сквидварда и остальных ребят из «Красти Краба». Патрик даёт совет Губке Бобу вести себя с бабушкой по-взрослому, чтобы избежать насмешек. |            |                                                                    |                                    |                                                      |                                 |                                           |             |
| 26b | 6b         | «Сквидград» «Squidville»                                           | Эдгар Ларразабал                   | Аарон Спрингер, К. Х. Гринблатт и Мерриуизер Уильямс | 6 марта 2001                    | 7 июля 2002                               | 5571-156    |
| После того, как Губка Боб и Патрик разрушают своими рифодуями дом Сквидварда, он по телевизору увидел новость о заповеднике «Щупальца», месте, населённом кальмарами, и в поисках покоя переезжает туда. Но такая, казалось бы, идеальная жизнь быстро начала надоедать Сквидварду.                                                 |            |                                                                    |                                    |                                                      |                                 |                                           |             |
| 27a | 7a         | «Последняя неделя перед зимней спячкой» «Prehibernation Week»      | Эдгар Ларразабал                   | Аарон Спрингер, К. Х. Гринблатт и Мерриуизер Уильямс | 5 мая 2001                      | 13 июля 2002                              | 5571-151    |
| Сэнди должна впасть в спячку, и она хочет сделать столько разных дел с Губкой Бобом, сколько возможно, что изматывает Губку до предела. |            |                                                                    |                                    |                                                      |                                 |                                           |             |
| 27b | 7b         | «Преступная жизнь» «Life of Crime»                                 | Шон Демпси                         | Джей Лендер, Уильям Рейсс и Даг Лоуренс              | 5 мая 2001                      | 13 июля 2002                              | 5571-157    |
| Губка Боб и Патрик «берут шарик взаймы», но он лопается. Они думают, что за кражу шарика их посадят в тюрьму, и решают убежать из Бикини-Боттома, не зная, что шарики в этот день раздавали бесплатно. |            |                                                                    |                                    |                                                      |                                 |                                           |             |
| 28 | 8          | «Рождество — это кто?» «Christmas Who?»                            | Том Ясуми                          | Уолт Дорн, Пол Тиббит и Даг Лоуренс                  | 6 декабря 2000                  | 14 июля 2002                              | 5571-155    |
| Сэнди рассказывает Губке Бобу о рождественских традициях, и он передаёт всему городу о Рождестве. Жители города, все, кроме Сквидварда, становятся уверены, что Санта-Клаус приедет и исполнит их желания. |            |                                                                    |                                    |                                                      |                                 |                                           |             |
| 29a | 9a         | «Уроки выживания» «Survival of the Idiots»                         | Ларри Леичлитер                    | Аарон Спрингер, К. Х. Гринблатт и Мерриуизер Уильямс | 5 марта 2001                    | 20 июля 2002                              | 5571-160    |
| Губка Боб и Патрик проникают в дом Сэнди зимой, когда она находится в зимней спячке. Им очень нравится играть со снегом, но они будят Сэнди, которая немного не в себе, и получают от неё тумаки. |            |                                                                    |                                    |                                                      |                                 |                                           |             |
| 29b | 9b         | «Покинутый» «Dumped»                                               | Эндрю Овертум                      | Пол Тиббит, Уолт Дорн и Мерриуизер Уильямс           | 5 марта 2001                    | 20 июля 2002                              | 5571-161    |
| Гэри начинает ползать за Патриком, Губка Боб пытается вернуть его домой, но безуспешно. |            |                                                                    |                                    |                                                      |                                 |                                           |             |
| 30a | 10a        | «Незаслуженная награда» «No Free Rides»                            | Том Ясуми                          | Аарон Спрингер, К. Х. Гринблатт и Даг Лоуренс        | 7 марта 2001                    | 21 июля 2002                              | 5571-162    |
| Губка Боб снова проваливает экзамен по вождению, но миссис Пафф хочет избавиться от него и поэтому даёт ему водительские права экстерном. Но поняв какая цена будет за это дело, она решает предовратить первое вождение Губки с правами.                                                                                           |            |                                                                    |                                    |                                                      |                                 |                                           |             |
| 30b | 10b        | «Я ваш поклонник» «I’m Your Biggest Fanatic»                       | Шон Демпси                         | Джей Лендер, Уильям Рейсс и Даг Лоуренс              | 7 марта 2001                    | 21 июля 2002                              | 5571-159    |
| Губка Боб и Патрик приезжают на ежегодный съезд охотников на медуз, и Губка Боб замечает Медузоловов, среди них — огурца Кевина, лучшего охотника на медуз в мире. Но Губка Боб не знал, что Кевин просто издевается над ним, давая ему различные задания.                                                                          |            |                                                                    |                                    |                                                      |                                 |                                           |             |
| 31a | 11a        | «Морской Супермен и Очкарик 3» «Mermaid Man and Barnacle Boy III»  | Эндрю Овертум                      | Пол Тиббит, Уолт Дорн и Мерриуизер Уильямс           | 27 ноября 2000                  | 27 июля 2002                              | 5571-158    |
| Губка Боб и Патрик должны присмотреть за логовом Морского Супермена и Очкарика, пока они отдыхают. У Губки Боба с Патриком всё получается до того, как они освобождают Морского Злодея. Теперь они пытаются сделать Морского Злодея хорошим.                                                                                        |            |                                                                    |                                    |                                                      |                                 |                                           |             |
| 31b | 11b        | «Шутки про белок» «Squirrel Jokes»                                 | Ларри Леичлитер и Леонард Робинсон | Пол Тиббит, Уолт Дорн и Мерриуизер Уильямс           | 27 ноября 2000                  | 27 июля 2002                              | 5571-164    |
| Губка Боб становится комиком, и народ не смеётся над его шутками. Тогда Боб начинает шутить над белками, изображая их глупыми, и это смешит публику, но Сэнди обижается на него. |            |                                                                    |                                    |                                                      |                                 |                                           |             |
| 32a | 12a        | «Давление» «Pressure»                                              | Шон Демпси                         | Джей Лендер, Уильям Рейсс и Дэвид Б. Файн            | 8 марта 2001                    | 28 июля 2002                              | 5571-166    |
| Губка Боб, Патрик, Сквидвард и мистер Крабс начинают спорить с Сэнди, кто лучше: морские существа или земные. |            |                                                                    |                                    |                                                      |                                 |                                           |             |
| 32b | 12b        | «С арахисом наголо» «The Smoking Peanut»                           | Эндрю Овертум                      | Пол Тиббит, Уолт Дорн и Даг Лоуренс                  | 8 марта 2001                    | 28 июля 2002                              | 5571-163    |
| Губка Боб и Патрик идут в зоопарк, чтобы посмотреть на гигантскую устрицу. Губка Боб кидает в неё арахис, устрица просыпается и начинает рыдать, что очень надоедает жителям города. |            |                                                                    |                                    |                                                      |                                 |                                           |             |
| 33a | 13a        | «Невольники призрака» «Shanghaied»                                 | Фрэнк Вайсс                        | Аарон Спрингер, К. Х. Гринблатт и Мерриуизер Уильямс | 7 марта 2001                    | 3 августа 2002                            | 5571-165    |
| Губка Боб, Патрик и Сквидвард нашли корабль Летучего Голландца, и теперь они должны выбраться оттуда, пока Голландец их не съел. Примечание: это единственная серия, где звонки могли решить судьбы героев. Но к сожалению, после окончательного решения судьбы, звонки больше не действительны.                                    |            |                                                                    |                                    |                                                      |                                 |                                           |             |
| 33b | 13b        | «Гэри принимает ванну» «Gary Takes a Bath»                         | Фрэнк Вайсс                        | Аарон Спрингер, К. Х. Гринблатт и Мерриуизер Уильямс | 7 марта 2001                    | 3 августа 2002                            | 5571-183    |
| Губка Боб решает, что Гэри должен помыться, но не хочет этого делать. |            |                                                                    |                                    |                                                      |                                 |                                           |             |
| 34a | 14a        | «Добро пожаловать в „Помойное ведро“» «Welcome to the Chum Bucket» | Эндрю Овертум                      | Уолт Дорн, Пол Тиббит и Даг Лоуренс                  | 21 января 2002                  | 4 августа 2002                            | 5571-167    |
| Мистер Крабс с Планктоном играют в карты, и мистер Крабс проигрывает Губку Боба. Губка Боб больше не работает в «Красти Крабе», он работает в «Помойном ведре», но чувствует себя там неуютно. |            |                                                                    |                                    |                                                      |                                 |                                           |             |
| 34b | 14b        | «Каракуля» «Frankendoodle»                                         | Том Ясуми                          | Уолт Дорн, Пол Тиббит и Мерриуизер Уильямс           | 21 января 2002                  | 4 августа 2002                            | 5571-169    |
| Губка Боб и Патрик находят карандаш, и каждый рисунок, нарисованный этим карандашом, оживает. Губка Боб рисует себя, но рисунок оказывается злым, и Губка Боб с Патриком начинают преследовать его. |            |                                                                    |                                    |                                                      |                                 |                                           |             |
| 35a | 15a        | «Коробка с секретом» «The Secret Box»                              | Том Ясуми                          | Уолт Дорн, Пол Тиббит и Мерриуизер Уильямс           | 7 сентября 2001                 | 10 августа 2002                           | 5571-168    |
| Патрик показывает Губке Бобу коробку и говорит, что это его коробка с секретом. Губка Боб пытается увидеть, что внутри этой коробки, но безуспешно. |            |                                                                    |                                    |                                                      |                                 |                                           |             |
| 35b | 15b        | «Оркестр недотёп» «Band Geeks»                                     | Фрэнк Вайсс                        | К. Х. Гринблатт, Аарон Спрингер и Мерриуизер Уильямс | 7 сентября 2001                 | 10 августа 2002                           | 5571-173    |
| Сквидварду звонит по телефону его давний соперник и конкурент Сквилльям Фенсисон и сообщает, что он руководитель оркестра для Баббл Боула. Сквилльям просит Сквидварда его подменить, так как он не может выступить. |            |                                                                    |                                    |                                                      |                                 |                                           |             |
| 36a | 16a        | «Ночная смена» «Graveyard Shift»                                   | Шон Демпси                         | Даг Лоуренс, Джей Лендер и Дэн Повенмайр             | 6 сентября 2002                 | 11 августа 2002                           | 5571-176    |
| Мистер Крабс делает «Красти Краб» круглосуточной закусочной. В первую рабочую ночь Сквидвард пытается напугать Губку Боба, рассказав историю про Гарри Рубленое Мясо. После этого рассказанная история начинает происходить в действительности, и сам Сквидвард начинает в неё верить.                                              |            |                                                                    |                                    |                                                      |                                 |                                           |             |
| 36b | 16b        | «Крабсовая любовь» «Krusty Love»                                   | Шон Демпси                         | Даг Лоуренс, Джей Лендер и Уильям Рейсс              | 6 сентября 2002                 | 11 августа 2002                           | 5571-170    |
| Мистер Крабс влюбляется в миссис Пафф, и на первом свидании он тратит 100 000 долларов, отчего у него начинается нервный срыв. Разрываясь между любовью и деньгами, он решает передать все свои сбережения на хранение Губке Бобу...                                                                                                |            |                                                                    |                                    |                                                      |                                 |                                           |             |
| 37a | 17a        | «Сочинение» «Procrastination»                                      | Том Ясуми                          | Уолт Дорн, Пол Тиббит и Даг Лоуренс                  | 19 октября 2001                 | 17 августа 2002                           | 5571-175    |
| Губка Боб должен написать сочинение на тему «Что запрещено делать перед светофором?», состоящее как минимум из 800 слов, но всё время отвлекается на менее важные дела. |            |                                                                    |                                    |                                                      |                                 |                                           |             |
| 37b | 17b        | «Я дружу с тупоголовым» «I’m With Stupid»                          | Фрэнк Вайсс                        | Аарон Спрингер, К. Х. Гринблатт и Марк О’Хэр         | 19 октября 2001                 | 17 августа 2002                           | 5571-179    |
| На День морских звёзд к Патрику приезжают его родители. Он просит Губку Боба притвориться глупым, чтобы самому выглядеть умнее. Сперва планы идут как нужно, пока Патрик не начинает оскорблять Губку Боба. |            |                                                                    |                                    |                                                      |                                 |                                           |             |
| 38a | 18a        | «Матросское словцо» «Sailor Mouth»                                 | Эндрю Овертум                      | Уолт Дорн, Пол Тиббит и Мерриуизер Уильямс           | 21 сентября 2001                | 18 августа 2002                           | 5571-182    |
| Губка Боб и Патрик обнаруживают на мусорном бачке незнакомое слово и начинают вставлять его во все фразы. Мистер Крабс замечает, что они говорят «плохое слово», и берёт с них обещание никогда не произносить его. Но, как известно, дурной пример заразителен…                                                                    |            |                                                                    |                                    |                                                      |                                 |                                           |             |
| 38b | 18b        | «Неизвестный художник» «Artist Unknown»                            | Шон Демпси                         | Уолт Дорн, Пол Тиббит и Марк О’Хэр                   | 21 сентября 2001                | 18 августа 2002                           | 5571-174    |
| Сквидвард становится учителем искусства, а Губка Боб — его единственным учеником. Несмотря на его талант, Сквидвард говорит, что творения Губки Боба — не искусство. |            |                                                                    |                                    |                                                      |                                 |                                           |             |
| 39a | 19a        | «Охотник на медуз» «Jellyfish Hunter»                              | Эндрю Овертум                      | Уолт Дорн, Пол Тиббит и Марк О’Хэр                   | 28 сентября 2001                | 24 августа 2002                           | 5571-181    |
| Губка Боб даёт один из крабсбургеров с медузьим желе клиенту, которому новый крабсбургер очень понравился, и мистер Крабс решает добавить крабсбургер в меню. Но мистер Крабс теперь поступает с медузами так, что они становятся вымирающим видом и не отпускает их на волю.                                                       |            |                                                                    |                                    |                                                      |                                 |                                           |             |
| 39b | 19b        | «Жареные игры» «The Fry Cook Games»                                | Том Ясуми                          | Джей Лендер, Дэн Повенмайр и Мерриуизер Уильямс      | 28 сентября 2001                | 24 августа 2002                           | 5571-171    |
| Губка Боб участвует в Жареных играх, представляя «Красти Краб», но в состязание вступает Планктон с Патриком, выступающим за «Помойное ведро». Это становится причиной сильной ссоры друзей. |            |                                                                    |                                    |                                                      |                                 |                                           |             |
| 40a | 20a        | «Забастовка Сквидварда» «Squid on Strike»                          | Том Ясуми                          | Уолт Дорн, Пол Тиббит и Марк О’Хэр                   | 12 октября 2001                 | 25 августа 2002                           | 5571-185    |
| Мистер Крабс вместо зарплаты выставил Губке Бобу и Сквидварду счёт. Сквидвард решает устроить забастовку, уговаривая Боба присоединиться к нему. |            |                                                                    |                                    |                                                      |                                 |                                           |             |
| 40b | 20b        | «Сэнди, Спанч Боб и червяк» «Sandy, SpongeBob, and the Worm»       | Шон Демпси                         | Джей Лендер, Дэн Повенмайр и Мерриуизер Уильямс      | 12 октября 2001                 | 25 августа 2002                           | 5571-180    |
| Аляскинский Бычий Червяк терроризирует Бикини-Боттом, и Сэнди вызывается его победить, потому что он украл её хвост. Губка Боб пытается её остановить, но всё тщетно. |            |                                                                    |                                    |                                                      |                                 |                                           |             |

## Выпуск на физических носителях
- 19 октября 2004 (регион 1),

- 23 октября 2006 (регион 2),
- 30 ноября 2006 (регион 4)